# Norredine Bouyahyaoui
Norredine Bouyahyaoui (Kenitra, 7 gennaio 1955) è un ex calciatore marocchino, di ruolo difensore.

## Carriera

### Nazionale
Con la Nazionale marocchina ha preso parte ai Mondiali 1986 disputando 4 partite.